# Heinrich Bolleter
Heinrich Bolleter, född 1941 i Zürich i Schweiz, var biskop för Metodistkyrkan i 14 länder i Mellan- och Sydeuropa samt Nordafrika. Han efterträddes år 2006 av schweizaren Patrick Streiff.